# جويل فينش
جويل فينش (بالإنجليزية: Joel Finch) هو لاعب كرة قاعدة أمريكي، ولد في 20 أغسطس 1956 في ساوث بند في الولايات المتحدة.

## وصلات خارجية
- جويل فينش على موقعبيزبول رفرنس.كوم (الدوري الرئيسي) (الإنجليزية)
- جويل فينش على موقعبيزبول رفرنس.كوم (الدوري الثانوي) (الإنجليزية)
- جويل فينش على موقع مشجعي الرسوم البيانية (الإنجليزية)